# Хијероним Бош
Хијероним Бош (лат. Hieronymus Bosch; заправо Јероен ван Акен; Хертогенбош, рођен око 1450, умро 1516) је био холандски ренесансни сликар. Сматра се да је од 1474. живео у Хертогенбошу где је у периоду од 1486. до 1511. био члан Братства свете девице.

## Биографија
Хијероним Бош се родио као „Jheronimus“ (или као Jeroen) - van Aken, али је велики број својих радова потписао као „Bosch“, значи именом које је одведено од места његовог рођења Хертогенбош које је називано Den Bosch.
О животу Хијеронима Боша као и о његовом образовању нажалост знамо јако мало. За собом није оставио никаква писана документа, писма или дневнике, а то што нам је остало су најчешће подаци из пореских књига Братства свете девице. Не постоје никакви подаци о карактеру његове личности или о његовим схватањима о уметности. Датум његовог рођења се не може тачно утврдити али се сматра да је рођен око 1450. године на основу једног аутопортрета који је насликао пред своју смрт 1516. године који га представља као старца од 60 година односно у позним годинама.
Бош се родио и цео свој живот је провео у просперирајућем центру и главном граду Холандијске провинције Брабант. Његов деда Јан ван Акен (који је умро 1454. године) је био сликар и о њему први траг потиче из 1430. године. О њему се зна да је имао 5 синова и да су укупно четворица (као и Хијеронимус) били сликари. Отац Хијеронимуса Боша, Антониус ван Акен (који је умро око 1478. године), био је уметнички саветник Братства свете девице. Хиеронимус Бош се први пут помиње у градским списима 1747. године, где је именован као и његова два брата и сестра.
У 15. веку је Хертогенбош био просперирајући центар Брабанта (југ данашње Холандије) али је 1474. године уништен у огромном пожару у коме је страдало 4.000 кућа и са чиме се као сведок сусрео тада четрнаестогодишњи (вероватно) Хијеронимус Бош. Он је постао славни сликар још за свога живота и често је примао посете и из иностранства. Године 1488, постао је члан високо респектованог Братства свете девице које је било конзервативна религиозна група и у чије чланове је ушао преко једног од градских богаташа или 7.000 њихових симпатизера из целе Европе.
Између 1479. и 1481. године Бош је узео за своју супругу Алаит Гоиартс ван ден Мервен (Aleyt Goyaerts van den Meerven) која је била неколико година старија од њега. Преселили су се у оближњи градић Оиршот где је његова супруга наследила кућу и имање од њене богате породице.
У подацима из Братства свете девице је забележена смрт 1516. године а погреб је био у цркви светог Ивана 9. јуна те године.

## Карактеристике дела
Бош је био аутор религиозних слика на којима је сликао страшни суд, пакао, смртне грехове итд. Кроз фантастичне и гротескне изливе хришћанског морала и ако је у основи хронолошки ред његовог дела нејасан изгледа да је ипак прво сликао мање слике на којима је било заступљено неколико ликова, касније је сликао велике триптихе који су били синтезе са великим бројем ликова и фантастичним бићима смештеним у верно представљен пејзаж. Он је први сликар пејзажа расположења.
Многи људи покушавају да дешифрују његову симболику у којој траже везу са магијом, сектама, алхемијом и слично.
Његово дело обухвата велики број религиозно-алегоријских приказа и морализујуће жанр-слике са еротским детаљима (триптих Врт уживања, око 1510), које су изведене у фантастично визионарском стилу. Његове гротескно-сатиричне фигуре често журе испред финих пејзажа светлих боја у позадини (Кола са сеном, око 1490). Као инспирација служиле су му Библија и Легенда ауреа, при чему је дао нову интерпретацију хришћанске иконографије (на пример Ношење крста, 1480/1490). Бошов рад веома су ценили његови савременици. Тако је 1504. од Филипа Лепог добио поруџбину за олтарску слику Страшног суда израђену око 1505. године. Његова симболика била је разумљива у средњем веку али је у новом добу добила је нова тумачења. Посебну пажњу у савременој уметности дали су јој надреалисти. Утврђивање времена настанка Бошових слика веома је компликовано због широко распрострањене праксе копирања слика у његово доба.
Бош није датирао своје слике, али - што је било необично за то време - изгледа да је потписао неколико њих, иако неки потписи који су наводно били његови, сигурно нису. Данас је остало око двадесет пет слика које му се могу приписати. Крајем 16. века, Филип II од Шпаније је набавио многе Бошове слике. Као резултат тога, Музеј Прадо у Мадриду сада поседује Поклонство магова, Врт земаљских ужитака, стону слику Седам смртних грехова и четири последње ствари и Хејвејнски триптих.

### Сликарски материјали
Бош је сликао своје радове углавном на храстовим плочама користећи уље као медијум. Бошова палета је била прилично ограничена и садржавала је уобичајене пигменте његовог времена. Углавном је користио азурит за плаво небо и далеке пејзаже, зелене глазуре на бази бакра и боје које се састоје од малахита или вердигриса за лишће и пејзаже у првом плану, а оловно-калајну жуту, окер и црвено језеро (карминско или мадер језеро) за своје фигуре.

## Интерпретација
У претходним вековима често се веровало да су Бошова дела инспирисана средњовековном јереси и тамном окултном праксом. Други су пак судили да су његова дела створена само ради забаве и провокације, слично као гротеске у ренесансној уметности у Италији. У првим белешкама о његовим делима из 1560. године било је забележено да је он практично „пронашао нестварне приказе“. Док су дела старих мајстора била заснована у душевном свету свакодневнице, Бош је са њима конфронтирао свој поглед.
У 20. веку су истраживачи и историчари уметности све мање видели Бошове визије као фантастичне и акцептирали су да његова дела рефлектују ортодоксну веру његовога доба. Његова презентација грешнога људства одражава схватање небеског и пакла из тадашње дидактичке литературе и проповедања. Важну улогу у интерпретацији дела су одиграли на почетку 20. века надреалисти Хуан Миро, Макс Ернст и Салвадор Дали који су такође у делима Хиеронимуса Боша нашли јако важна полазишта за своје дело.

## Дискусије о ауторству
Тачан број дела која припадају Хиеронимусу Бошу је предмет многобројних дебата јер је он потписао само својих седам дела и није сигурно да су сва дела која му се приписују заиста сликана његовом руком. Познато је да је у 16. веку настало много копија и много варијација на његова дела. Он је својим делима утицао на безбројне своје наследнике и следбенике.
После година истраживачи и историчари уметности су му приписивали све више и више дела али са сигурношћу се само 25 дела могу сматрати да су његова.

## Нека од дела
- Седам смртних грехова (Прадо, Мадрид)
- Лађа са лудацима (Лувр Париз)
- Ношење крста (Гент, Museum voor schone Kunsten)
- Вађење камена лудости (Прадо, Мадрид)

Триптиси
- Триптих кола сена (Прадо, Мадрид)
- Искушење св. Антонија (Лисабон, Museu Nacional de Arte Antiga)
- Врт уживања (Прадо, Мадрид)
- Страшни суд (Беч, Galerie der Akademie Bildenten Künste)